# Африканские трогоны
Африканские трогоны (лат. Apaloderma)   — род птиц семейства трогоновые. Название представляет собой составное слово, состоящее из двух греческих слов: hapalos, что означает «нежный» и derma, что означает «кожа». Этот род, описанный Уильямом Джоном Свенсоном в 1833 году, включает следующие виды:
| Фото представителя | Научное название        | Русское название              |
| ------------------ | ----------------------- | ----------------------------- |
|                    | Apaloderma narina       | Уздечковый африканский трогон |
|                    | Apaloderma aequatoriale | Желтощёкий африканский трогон |
|                    | Apaloderma vittatum     | Горный африканский трогон     |